# Maçanes (Guixers)
|  | Per al municipi de la Selva, vegeu Massanes. |

Maçanes és un masia situada al municipi de Guixers, a la comarca catalana del Solsonès.